# Vorvaňovec tropický
Vorvaňovec tropický (Mesoplodon densirostris, také Delphinus densirostris či Mesoplodon sechellensis) je druh kytovce z čeledi vorvaňovcovití (Ziphiidae) a rodu Mesoplodon. Popsal jej Henri Marie Ducrotay de Blainville v roce 1817. Mezinárodní svaz ochrany přírody jej od roku 2020 hodnotí jako druh málo dotčený.

## Výskyt
Vorvaňovec tropický obývá tropické i teplé mírné vody všech oceánů, od Atlantského oceánu přes Indický oceán až po Pacifik. Žije především na otevřeném hlubokém moři, nicméně proniká i do pobřežních areálů, zejména poblíž některých ostrovů a na okrajích kontinentálních šelfů. Pozorován byl v oblastech Japonského moře, Thajského zálivu, Mexického zálivu či Karibského moře, či poblíž některých souostroví, jako jsou Havajské ostrovy, Komory, Seychely nebo Maskarény. Naopak v Rudém moři nebyl pozorován.

## Popis

Velikostní srovnání s člověkem

Vorvaňovec tropický měří 3 až 7 metrů (v průměru 4,7 m) a vážit může přes 1000 kg. Ocas je široký okolo jednoho metru. Prsní ploutve měří asi 20 až 70 cm a hřbetní mezi 15 až 20 cm. Čelo je zploštělé, dolní čelist je klenutá. Vyrůstají z ní dva výrazné zuby připomínající roh, které mohou dosahovat délky až 20 centimetrů. Zbarvení je tmavé s bílými skvrnami, na břiše světlejší než na hřbetě, ploutve jsou naopak tmavší než zbytek těla. Samice mají na rozdíl od samců bíle zbarvené čelisti. Na kůži lze často pozorovat jizvy, které mohou být způsobené parazity (například vilejši), hlavonožci, žraločky brazilskými (Isistius brasiliensis), ale také vnitrodruhově po vzájemných soubojích.

## Chování
O chování vorvaňovců tropických bylo získáno pouze malé množství informací, a to vzhledem k životu ve velké hloubce a nenápadnému chování. Většina dat tedy pochází převážně z ulovených jedinců. Nicméně vzhledem k tomu, že vorvaňovec tropický žije běžně též u některých souostroví, je o něm přesto známo mnohem více než o ostatních vorvaňovcích. Pravidelně se potápí do hloubek okolo 1000 metrů, maximální zaznamenaná hloubka ponoru byla 1599 metrů (Havajské ostrovy). Pod vodou vorvaňovci běžně tráví i přes 1 hodinu, což naznačuje, že vyhledávají potravu na mořském dně. Živí se rybami a hlavnonožci a svou kořist lokalizují pomocí echolokace. Vorvaňovci jsou pozorováni ve skupinách od 3 do 7 kusů, mláďata tohoto druhu byla pozorována na jaře, ale informace o reprodukci jsou jinak neznámé.

## Ohrožení
Velikost populace tohoto zůstává neznámá, Mezinárodní svaz ochrany přírody však vorvaňovce považuje za možná nejhojnější druh svého rodu a hodnotí jej jako málo dotčený taxon. Vorvaňovec tropický je zařazen do přílohy II Úmluvy o mezinárodním obchodu s ohroženými druhy volně žijících živočichů a rostlin. Hrozby nicméně přesto existují, ať již jde o občasný lov, anebo trvalé znečišťování oceánů plastovým odpadem. Kupříkladu v roce 1993 byl nalezen při pobřeží Brazílie mrtvý jedinec, kterého moře vyvrhlo na břeh, a v jehož žaludku se našel plastový odpad. Velryba kvůli němu nepřijímala potravu, a proto zřejmě uhynula. Mezinárodní svaz ochrany přírody považuje za možnou hrozbu také hlasité zvuky pod vodou, produkované například vojenskými sonary. Úroveň případného nebezpečí, které představuje současná změna klimatu, zatím není jasná.